# ラインハルト・アールリヒス
ラインハルト・アールリヒス（Reinhart Ahlrichs、1940年1月16日 - 2016年10月12日）は、ドイツの理論化学者であった。

## 略歴
アールリヒスは1940年1月16日にゲッティンゲンで生まれた。ゲッティンゲン大学で物理学を学び（1965年にディプローム〔修士〕）、1968年にPh.D.（W. A. Bingel教授）を取得した。1968年から1969年まで、ゲッティンゲンのゲルナー・クツェルニクの下で助手を務め、1969年から1970年までシカゴ大学のクレメンス・ローターンの下で博士研究員として研究を行った。
1970年から1975年までカールスルーエでの助手としての期間の後、カールスルーエ工科大学の理論化学の教授となった。また、ナノテクノロジー研究所の研究グループも率いた。
アールリヒスの研究グループはTURBOMOLEプログラムを開発した。

## 受賞
- リービッヒ・メダル (2000)、ドイツ化学会
- ブンゼン・メダル (2000) ドイツ・ブンゼンゲゼルシャフト

## 会員
- 国際量子分子科学アカデミー（1992年から）
- ハイデルブルク科学協会（英語版）[1] (since 1991)[要出典]